# ابن فقيه فصة
عبد الباقي ابن فقيه فِصَّة (نسبة إلى إحدى قرى بعلبك) هو فقيه حنبلي ومقرئ ومفسر ومسند.

## نسبه
هو عبد الباقي بن عبد الباقي بن عبد القادر بن عبد الباقي بن إبراهيم بن عمر بن محمد البعلي ثم الدمشقي الحنبلي. عرف بابن فقيه فِصّة نسبة إلى إحدى قرى بعلبك، حيث كان أحد أجداده يخطب فيها فاشتهر بها.

## سيرته
ولد ببعلبك في 8 ربيع الآخر 1005 هـ وقرأ القرآن على والده، ثم رحل إلى دمشق في 1017 هـ وهو ابن 12 سنة، وأخذ بها الفقه عن الشيخ محمود بن عبد الحميد الحنبلي حفيد الشيخ الحجاوي، وعن والشيخ أحمد بن أبي الوفاء المفلحي. كما أخذ فيها الحديث عن الشمس محمد الميداني ونجم الدين الغزي، والتفسير عن عبد الرحمن العمادي.
رحل إلى مصر في 1029 هـ وهو في الرابعة والعشرين من عمره فدرس في الأزهر، وأخذ فيها الفقه عن البهوتي ومرعي الكرمي والشيخ يوسف الفتوحي سبط ابن النجار الفتوحي وعبد القادر الدنوشري، والقراءات عن الشيخ عبد الرحمن اليمني، والحديث عن إبراهيم اللقاني وأبي العباس المَقَّري ومحمد حجازي الواعظ، ثم عاد إلى دمشق سنة 1032 هـ.
توجه إلى الحج سنة 1036 هـ وأجازه بعض علماء مكة كابن علان الصديقي وعبد الرحمن بن عيسى المرشدي.
في عام 1041 هـ تصدر للإقراء بالجامع الأموي وكان شيخ القراء بدمشق ومفتي الحنابلة فيها، ولازم التدريس في الجامع الأموي بمحراب الحنابلة ثم بمحراب الشافعية، كما درس بالمدرسة العادلية الصغرى وتولى الخطابة بجامع الأقصاب.

## تلاميذه
من أبرز تلاميذه ولده أبو المواهب الحنبلي وإبراهيم الكوراني ومحمد بن عبد الرسول البرزنجي وابن العماد الحنبلي وحمزة بن يوسف الدومي وعبد القادر التغلبي وعبد الغني النابلسي وغيرهم.

## مؤلفاته
من مصنفاته: "العين والأثر في عقائد أهل الأثر"، و"فيض الرزاق في تهذيب الأخلاق"، و"عقد الفرائد في نظم الفوائد"، و"اقتطاف الثمر في موافقات عمر"، و"رياض أهل الجنة في آثار أهل السنة" وهو ثبته، وله رسالة في قراءة عاصم، وشرح على صحيح البخاري لم يكمله.

## وفاته
توفي بدمشق ليلة الثلاثاء 17 ذو الحجة 1071 هـ عن عمر يناهز 66 عاماً، ودفن بتربة الغربا بمقبرة الفراديس.